# Bailando
Bailando: Сцена на мечтите e българска версия на шоуто „Bailando por un Sueño“ излъчвано по Нова телевизия. Водещи са артистите Стефания Колева и Георги Мамалев. В шоуто участниците са разделени на пеещи и танцуващи двойки. Всяка двойка се състои от известна и неизвестна личност. Победители са Красимир Каракачанов и Рада Рачева.

## Сезони
| Сезон | Сезон | ТВ канал | Година | Старт             | Финал           | Победител                          | Награда           |
| ----- | ----- | -------- | ------ | ----------------- | --------------- | ---------------------------------- | ----------------- |
|       | 1     | Нова ТВ  | 2010   | 20 септември 2010 | 9 декември 2010 | Красимир Каракачанов и Рада Рачева | сбъдване на мечта |

## Участници

### Пеещи двойки
- Красимир Каракачанов и Рада Рачева (победители)
- Виктория Терзийска и Кристиян Григоров
- Мира Радева и Желяз Турлаков
- Деян Каменов и Богдана Митова
- Нели Рангелова и Венцислав Миланов
- Васил Петров и Нели Солакова
- Юлиан Константинов и Иглика Радилова
- Свилен Ноев и Пенелопе О'Съливан
- Иво Инджев и Теодора Недялкова
- Иван Лечев и Даниела Събева
- Кичка Бодурова и Тени Омеде
- Антон Радичев и Джема Зечири

### Танцуващи двойки
- Сантра и Николай Дойчев
- Христо Калоферов и Росица Караджова[1]
- Филип Аврамов и Янка Белев
- Мая Бежанска и Николай Ефтимов
- Диян Мачев и Мира Мохамед
- Таня Богомилова и Деян Симеонов
- Ширин Местан и Станимир Хасърджиев
- Любомир Ковачев и Светлана Такева
- Young BB Young и Кристина Сунгарска и Евгения Терзиева
- Калина Крумова и Александър Бонев
- Параскева Джукелова и Венцислав Ненков
- Евгения Раданова и Асен Йорданов